# Lew Matwejewitsch Seljony
Lew Matwejewitsch Seljony (russisch Лев Матвеевич Зелёный; * 23. August 1948 in Moskau) ist ein russischer Physiker.

## Leben
Seljony studierte am Moskauer Institut für Physik und Technologie (MFTI) in der Fakultät für Aerophysik und Weltraumforschung mit Abschluss 1972. Seitdem arbeitet er im Institut für Weltraumforschung der Russischen Akademie der Wissenschaften (IKI-RAN). Er wurde zum Doktor der physikalisch-mathematischen Wissenschaften promoviert und zum Professor ernannt. Seit 2002 ist Seljony Direktor des IKI-RAN als Nachfolger Albert Abubakirowitsch Galejews. 2008 wurde er Wirkliches Mitglied der RAN, deren Vizepräsident er 2013–2017 war. 2008 wurde er ausländisches Mitglied der Bulgarischen Akademie der Wissenschaften. Er ist Mitglied des COSPAR-Büros. Mit seinen Veröffentlichungen erreichte er einen h-Index von 37.
Als 2012 die russische Phobos-Grunt-Raumsonde die Transferbahn zum Mars nicht erreichte und in der Erdatmosphäre verglühte, schlug Seljony eine zweite Phobosmission Phobos-Grunt 2 mit dem bisherigen Missionsleiter Alexander Walentinowitsch Sacharow vor. Allerdings beschloss die russische Weltraumorganisation Roskosmos im März 2012, sich an dem ExoMars-Programm der Europäischen Weltraumorganisation (ESA) zu beteiligen und darauf ihre finanziellen Mittel zu konzentrieren. Die Realisierung von Phobos-Grunt 2 wird in die Zukunft verschoben, da gegenwärtig sich die Mittel auf ExoMars und das russische Mondprogramm Luna-Glob konzentrieren.

## Ehrungen, Preise
- Preis des Präsidenten Russlands im Bereich Ausbildung (2003 zusammen mit anderen) für ein neues Ausbildungssystem für Raumfahrtwissenschaft und -technik
- Offizierskreuz des Verdienstordens der Republik Polen (2004) für Verdienste um die russisch-polnischen Wissenschaftskontakte